# Abrostola aethiopica
Abrostola aethiopica är en fjärilsart som beskrevs av Claude Dufay 1958. Abrostola aethiopica ingår i släktet Abrostola och familjen nattflyn. Inga underarter finns listade i Catalogue of Life.